# 証券アナリスト
証券アナリスト（しょうけんアナリスト、英: Financial analyst）は、市場を分析して調査をする者である。財務分析家、リサーチアナリスト、株式アナリスト、投資アナリストなど称する。日本は公的職能団体として日本証券アナリスト協会があり、証券アナリストを公的に認定するための試験制度を1981年から実施している。世界では、米国に本部を置くCFA協会 (CFA Institute) が認定するCFA協会認定証券アナリスト (Chartered Financial Analyst) などが知られる。

## 概要
- 金融市場のプロフェッショナルとして株式市場、債券市場、商品市場、景気動向など経済全般を扱う。金融のグローバル化と専門化が進捗して分析は重要性が高まっている。上場株式の個別銘柄についてアナリストが出すレポートはアナリスト・レポートと呼ばれる[2]。
- 資本市場影響力が強く、市場の価格決定は彼らの投資判断で大きく変動するため、社会的意義と責任が大きい。金融庁は、各証券会社や資産運用会社に所属する証券アナリストやファンドマネージャーの「重要使用人」に届出を義務付けている。
- 金融分野に関する高度な知識と経験が要求され、一般的にMBAホルダー、経済や財務の実務に強い弁護士、公認会計士、証券分析に学識の高い人材などが就き、金融大国の米国で米国弁護士、米国公認会計士に並ぶ最も高収入な専門職の一つである。
- 属性からセルサイド・アナリストとバイサイド・アナリストに分類されて役割が大きく異なる。近年は、証券会社や機関投資家などに所属しないTIWやシェアードリサーチなどの独立系アナリストも見られる。

## セルサイド・アナリスト
- セルサイド・アナリストは証券会社に所属する証券アナリストで、一般的にアナリストと称する場合はセルサイド・アナリストを指す。セルサイドのレポートは、証券会社の顧客である個人投資家や大口顧客である機関投資家（バイサイドと同義）に対するサービスとして、当該エリアの調査報告をする趣旨で作成される。投資家が投資先を選定する際の情報提供をすることで売買をサポートし、自社の証券手数料収入を拡大させることが業務の本質的な目的である。
- より質の高いアナリスト・レポートを作成するため各分野に精通した人材を求め、事業会社で実績のある人物が当該エリアの専門家としてセルサイド・アナリストへ転職する事例も多い。日経ヴェリタスなどが機関投資家の投票で「アナリストランキング」を発表しており、順位と評価の連動も散見される。

## バイサイド・アナリスト
- バイサイド・アナリストは銀行系、証券系、生損保系、独立系などの資産運用会社に所属する証券アナリストである。ファンドマネージャーと合わせて機関投資家（バイサイドと同義）と称する。バイサイドのレポートは、自社のファンドマネージャーが投資先を選定する際の情報を提供し、ファンドの運用成績向上に寄与するために作成される。セルサイドのレポートは公共性も見られるが、バイサイドのレポートは、自社へ運用を委託している顧客（投資家）のために調査報告する趣旨で作成し、機密性が高い情報で公開しない。
- セルサイド・アナリストがバイサイド・アナリストへ転職する事例も見られる。バイサイド・アナリストがファンドマネージャーとなることはキャリアパスとして知られる。

## 独立系アナリスト
- セルサイドとバイサイドのどちらにも所属しない独立系アナリストも存在する。海外では、エンロンやワールドコムの破綻以降に大手投資銀行の投資銀行部門とアナリストの癒着が問題視され、独立系アナリストが一定の位置を占めた（参照：米山徹幸「アナリストカバレッジの現状と課題」45-47ページ）。国内はシェアードリサーチやTIWに所属するアナリストなどがいる。

## 職業形態
証券会社、機関投資家、投資銀行などに専門職として雇用されて職務に携わることが多いが、評論家などへ転身して自由契約や独立経営で営む者もいる。